# Нюландер, Петер
Петер Нюландер (швед. Peter Nylander; род. 20 января 1976, Стокгольм) — шведский хоккеист, нападающий. Тренер.

## Биография
Младший брат хоккеиста Микаэля Нюландера.
Воспитанник команды «Худдинге», где и начал выступать в первом дивизионе Швеции в сезоне 1991/92. В дальнейшем выступал за команды ЮП (Финляндия, 1996/97), «Брюнес» (1997/98 — 1998/99, 2002/03 — 2003/04), «Вестерос» (1999/2000), «Огаста Линкс» (ECHL, 2000/01), СКА Санкт-Петербург (2000/01 — 2001/02), «Мура» (2004/05), «СайПа» (Финляндия, 2005/06), «Тимро» (2006/07, 2009/10), «Амур» Хабаровск (Россия, 2007/08 —2009/10), «Альмтуна», «Асплёвен», «Лёренскуг» (Норвегия, все — 2010/11), «Литвинов» (2010/11) и «Ковентри Блейз» (Великобритания, оба — 2011/12), «Вита Хестен» (2012/13 — 2013/14).
Чемпион Европы шайбой среди юниоров 1993, 1994.
Бронзовый призёр чемпионата мира среди молодёжи 1995, Серебряный призёр чемпионата мира среди молодёжи 1996.
Чемпион Швеции 1999.
Главный тренер «Худдинге» (2020—2023).